# Poule meusienne
La meusienne est une race de poule domestique française.

## Description

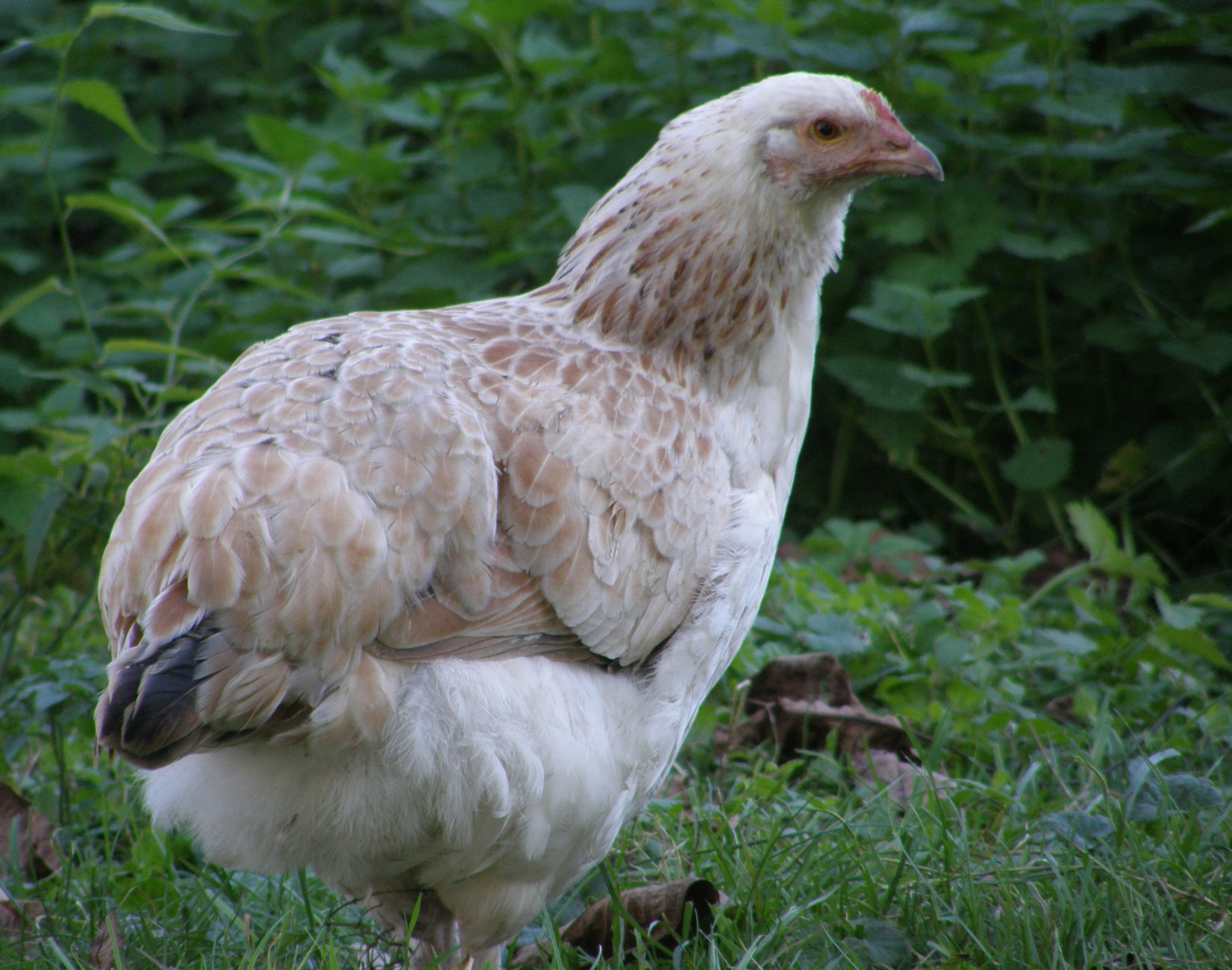
Poule meusienne âgée de 5 mois

C'est une volaille robuste et de bonne taille qui se différencie de la faverolles foncée par l'absence de barbe et favoris et de mouche au camail chez le coq. Elle existe en taille standard ou naine.

## Origine
La race standard a été récemment créée par M. Jean-Claude Périquet à Gincrey dans la Meuse, à partir de la faverolle foncée allemande. Elle a été présentée au salon de l'agriculture de Paris le 2 mars 1985. Le standard a été homologué le 8 mars 1987. 
La race naine a été créée par Jean-Claude Périquet en 1993 à partir de la faverolles allemande naine et de la meusienne. Standard homologué en 1998.

## Standard

### Pour la variété standard de la race

#### Caractéristiques du coq
- Corps : longueur moyenne, forme rectangulaire, port horizontal.
- Cou : longueur moyenne, camail abondant.
- Dos : long, large, et plat.
- Épaules : larges.
- Ailes : portées horizontalement et bien collées au corps.
- Selle : large, lancettes abondantes.
- Queue : longueur moyenne à faucilles assez courtes, portée légèrement au-dessus de l’horizontale.
- Poitrine : pleine et profonde.
- Abdomen : bien développé.
- Tête : petite.
- Face : rouge, très légèrement emplumée.
- Crête : rouge, simple, taille moyenne, lobe court suivant la courbure de la nuque sans la toucher.

- Oreillons : rouges

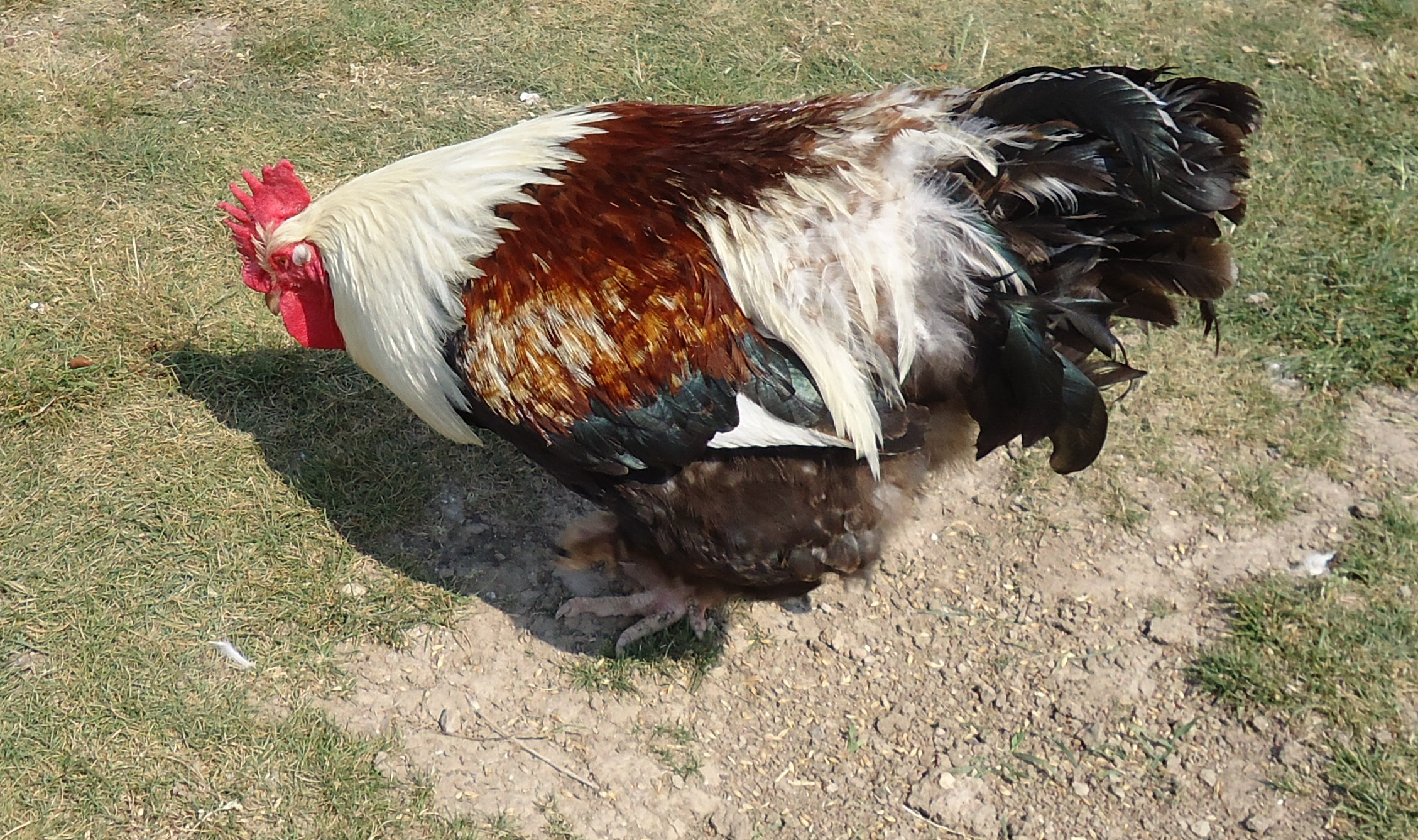
Coq Meusien

- Barbillons : rouges, longueur moyenne.
- Couleur des yeux : iris rouge-orangé
- Couleur de la peau : blanche
- Bec : corne clair.
- Cuisses : fortes, peu visibles.
- Couleur des tarses : claire : blanc rosé, longueur moyenne, ils sont légèrement emplumés.
- Variété de plumage : saumoné-foncé

#### Caractéristiques de la poule
Mêmes caractéristiques que le coq en tenant compte des différences sexuelles. Queue portée semi-ouverte. Crête droite. Une légère frisure au camail n’est pas à considérer comme un défaut grave.

#### Grande race
- Masse idéale : Coq : 3,4 à 4,8 kg ; poule : 2,4 à 3,4 kg
- Œufs à couver : 55 g, coquille légèrement teintée/rosée
- Diamètre des bagues : Coq : 24 mm ; Poule : 22 mm

#### Défauts éliminatoires
Trace de barbe ou de
favoris ; présence de crinière chez la poule ; tarses ou doigts
lisses ; présence de manchettes. 

### Pour la variéténaine
Les caractéristiques sont identiques à la grande race sauf :
- Masse idéale : Coq : 1 kg ; poule : 900 g
- Œufs à couver : 35 à 40 g, coquille légèrement teintée
- Diamètre des bagues : Coq : 16 mm ; Poule : 14 mm

## Club officiel
- Club de la volaille Meusienne, Gincrey.

## Champions de France de la volaille meusienne
| Année | Date           | Lieu                                     | Champion |
| 1987  | Novembre 1987  | Nancy (Meurthe-et-Moselle)               | Raymond Hugot (Meuse) |
| 1988  | Octobre 1988   | Epinal (Vosges)                          | Raymond Hugot (Meuse) |
| 1989  | Mars 1990      | Verdun (Meuse)                           | Jean Marc Tylcz (Meuse) |
| 1990  | Mars 1991      | Verdun (Meuse)                           | Dino Della-Zuana (Seine-et-Marne) |
| 1991  | Avril 1992     | Toucy (Yonne)                            | Jean Claude Périquet (Meuse) |
| 1992  | Mars 1993      | Verdun (Meuse)                           | Dino Della-Zuana (Seine-et-Marne) |
| 1993  | Novembre 1993  | Châtelet en Brie (Seine-et-Marne)        | Dino Della-Zuana (Seine-et-Marne) |
| 1994  | Novembre 1994  | Epinal (Vosges)                          | Bernard Dupas (Nord) |
| 1995  | Septembre 1995 | Void-Vacon (Meuse)                       | Rémy Millet (Meuse) |
| 1996  | Novembre 1996  | Epinal (Vosges)                          | Jean Claude Périquet (Meuse) |
| 1997  | Septembre 1997 | Longuyon (Meurthe-et-Moselle)            | Non décerné |
| 1998  | Décembre 1998  | Châtellerault (Vienne)                   | Non décerné : oubli des organisateurs |
| 1999  | Avril 2000     | Verdun (Meuse)                           | Myriam Bauduin (Meuse) |
| 2000  | Mars 2001      | Verdun (Meuse)                           | Claude Raulet (Meurthe-et-Moselle) |
| 2001  | Décembre 2001  | Nancy (Meurthe-et-Moselle)               | Prix d'élevage à Christophe Allard (Nord) |
| 2002  | Octobre 2002   | Cambrai (Nord)                           | Jean Claude Périquet (Meuse) pour les grandes et Jacques Dulieu (Nord) pour les naines |
| 2003  | Octobre 2003   | Cambrai (Nord)                           | Bernard Doutremepuich (Nord) pour les grandes et Jacques Dulieu (Nord) pour les naines |
| 2004  | Janvier 2005   | Niort (Deux-Sèvres)                      | Jean Claude Périquet (Meuse) avec un coq nain |
| 2005  | mars 2006      | Verdun (Meuse)                           | Jean Christophe Séverin (Meuse) avec une poule grande race |
| 2006  | juin 2006      | Montigny sur Chiers (Meurthe-et-Moselle) | Champion : Emmanuel Richier (Meuse) avec un coq grande race - Vice-champion : Victor Pirotte (B) avec une poule grande race |
| 2007  | mars 2008      | Verdun (Meuse)                           | Champion coq, champion poule et champion d'élevage : Aurélien et Emilien Richier (Meuse) |
| 2008  | avril 2009     | Verdun (Meuse)                           | Champion coq et champion d'élevage : Aurélien et Emilien Richier (Meuse) - champion naine : Jean-Claude Périquet (Meuse) |
| 2009  | novembre 2009  | Metz (Moselle)                           | Champion coq grande race : Emmanuel Richier (Meuse) - Champion poule grande race : Jean-Paul Caurier (Vosges) - Champion naines : Aurélien Wolff (Meurthe-et-Moselle) - Champion d'élevage : Emmanuel Richier (Meuse)                                                       |
| 2010  | avril 2011     | Verdun (Meuse)                           | Champion coq grande race : Pierre Lucas (Meuse)- Champion poule grande race : Aurélien Wolff (Meurthe-et-Moselle) - Champion naine : Jean-Claude et Pierre Périquet (Meuse) - Champion d'élevage : Aurélien et Emilien Richier (Meuse)                                      |
| 2011  | janvier 2012   | Andrézieux-Bouthéon (Loire)              | Champion coq grande race : Emmanuel Richier (Meuse) - Champion poule grande race : Emmanuel Richier (Meuse) - Champion naine : Bernard Charolles (Saône-et-Loire) - Champion élevage : Emmanuel Richier (Meuse)                                                             |
| 2012  | novembre 2012  | Montluçon (Allier)                       | Champion coq grande race : Jean-Claude Périquet (Meuse) - champion poule grande race : Emmanuel Richier (Meuse) - Champion naine : Jean-Claude Périquet (Meuse) - Champion élevage : Emmanuel Richier (Meuse)                                                               |
| 2013  | avril 2014     | Verdun (Meuse)                           | Champion coq grande race : Jean-Claude & Pierre Périquet (Meuse) - champion poule grande race : Pascal Prunneaux (Meuse) - Champion naine : Megan Pinto (Meurthe-et-Moselle) - Champion élevage : Jean-Claude & Pierre Périquet (Meuse)                                     |
| 2014  | mai 2015       | Stenay (Meuse)                           | Champion coq grande race : Jean-Claude & Pierre Périquet (Meuse) - champion poule grande race : Aline Brum (Meuse) - Champion élevage : Emmanuel Richier (Meuse) |
| 2015  | novembre 2015  | Metz (Moselle)                           | Champion coq grande race, poule grande race et élevage : Emmanuel Richier (Meuse) - Champion naine : Bernard Charolles (Saône-et-Loire) - Champion d'Europe en individuel : Emmanuel Richier (Meuse) - Champion d'Europe en collection : Bernard Charolles (Saône-et-Loire) |

## La Meusienne et les médias
- Le coq meusien a été choisi par la société Eden Park pour sa campagne de publicité pour la coupe du monde de rugby à XV en 2007.
- Il a fait une apparition dans le film Les Vacances de Mr Bean où il joue le rôle du coq français dans une scène de village provençal typique des années quarante.
- En 2004, puis en 2005, des coqs et poules meusiennes ont fait leur show dans La Ferme des célébrités à la télévision française.

## Sources
- Le Standard officiel des volailles (Poules, oies, dindons, canards et pintades), édité par la Société centrale d'aviculture de France.